# Blind Alley
Blind Alley är en svensk hårdrocksgrupp från Jönköping. Gruppen startade i början av 1990-talet och består av medlemmar från grupper som X-Hale, Fortune, Bad Breath, Tinhorn m.fl. Musiken bygger mycket på starka melodier och sång.
Blind Alley består av Magnus Olsson (gitarr, basgitarr, keyboard, lead- och körsång), Pierre Glans (lead- och körsång), Hans Dimberg (lead- och körsång), Alec Björedahl (lead- och körsång) samt Claes Magnusson (trummor). De två senare, medlemmar fr.o.m. Destination Destiny.

## Diskografi
- On the Way (mp3.com) – 2001
- Infinity Ends (AOR Heaven) – 2004
- Destination Destiny (Perris Records) – 2007